# Tirano Banderas (película)
Tirano Banderas es una película española estrenada en 1993 y dirigida por José Luis García Sánchez.

## Argumento
Basado en la novela homónima de Ramón María del Valle-Inclán, trata del dictador de una imaginaria colonia hispanoamericana, Santos Banderas (Gian Maria Volonté), que solo y amargado tendrá que hacer frente a las iras de su pueblo.

## Curiosidades
- Espectadores: 150 412
- Recaudación: 403 106,67 euros
- Producción: Ion Films (España), Iberoamericana Films Producción (España), Atrium Productions (España), Promociones Audiovisuales Reunidas (España), Antena 3 televisión (España), Luz Directa (España), ICAIC Instituto Cubano del Arte e Industria Cinematográficos (Cuba), Cinematografía del Prado (México).